# 黄希坝
黄希坝（1921年—），原名黄希霸，男，广西北流人，中国林产化学工程专家，曾任南京林业大学教授、博士生导师。